# Еврорегион «Боденское озеро»
Еврорегион «Боденское озеро» (нем. EUREGIO Bodensee) — основанный в 1997 году трансграничный еврорегион на Боденском озере. По данным на конец 2004 года в регионе проживало более 2,4 млн человек, причём плотность населения составляла в среднем 244 чел. на кв. км.
В состав еврорегиона Боденское озеро входят:
- следующие округа в Германии:
  - Боденское озеро
  - Верхний Альгой
  - Констанц
  - Линдау
  - Равенсбург
  - Зигмаринген,
  - а также имеющий статус самостоятельного городского округа город Кемптен,

- следующие кантоны в Швейцарии:
  - Аппенцелль-Ауссерроден
  - Аппенцелль-Иннерроден
  - Санкт-Галлен
  - Шафхаузен
  - Тургау и
  - Цюрих,

- австрийская федеральная земля Форарльберг и

- Княжество Лихтенштейн.